# Ne bis in idem
Ne bis in idem è una locuzione latina che tradotta alla lettera significa «non due volte per la medesima cosa».
Si tratta di un brocardo che esprime un principio del diritto processuale in forza del quale un giudice non può esprimersi due volte sulla stessa azione, se si è già formata la cosa giudicata; per estensione, si ritiene applicabile anche ad altre branche del diritto, ma con un fondamento costituzionale decrescente ovvero limitato all'esigenza di tutela dell'affidamento incolpevole del cittadino.

## Diritto penale
In materia penale (sostanziale e processuale) il ne bis in idem è figlio di un rifiuto di un sistema inquisitorio in cui il giudizio era sempre perfettibile e non dovevano essere posti limiti al potere dell'organo inquisitorio-giudicante. Nel sistema accusatorio invece vanno rispettati certi termini, tempi e forme: pertanto il ne bis in idem è un risultato a ciò conseguente, quasi necessario.
I motivi di massima per cui si ritiene ragionevole che una persona non possa essere processata due volte per la stessa fattispecie di reato possono essere così riassunti:
- il sistema giudiziario non può vessare indefinitamente un cittadino sulla stessa circostanza;
- lo Stato e i suoi organi hanno mezzi economici e poteri di persecuzione più ampi di quanti il cittadino ne abbia di difesa;
- l'essere esposti senza garanzia alla pubblica accusa fu, e potrebbe essere se non regolamentato, uno strumento di tirannìa.
- il cittadino ha il diritto di sapere che il giudizio a cui è stato sottoposto è finale, e non soggetto a ulteriori indagini e cambiamenti[1].

### Nel mondo
In Paesi quali Stati Uniti, Canada, Messico, Argentina, Venezuela, Perù, Ecuador, Colombia, Repubblica Dominicana, Spagna, Australia o India è considerato un principio costituzionale che un accusato non possa essere giudicato due volte, nella stessa giurisdizione, per lo stesso reato (cosiddetto double jeopardy nel diritto comune anglosassone). In alcuni di questi paesi esiste solo un grado di giudizio, salvo la concessione dell'appello.

### In Italia
Nel diritto italiano il divieto di doppio giudizio si applica principalmente nel caso di una sentenza ormai divenuta cosa giudicata dopo la conferma della Corte suprema di cassazione, cioè l'imputato non può essere processato due volte per lo stesso reato (tranne casi di revisione della condanna in senso favorevole al reo) e nel caso di anomalie giuridiche in cui un imputato venga processato due volte di seguito dallo stesso tribunale, per lo stesso reato e nello stesso grado di giudizio).
Vi è un solo caso, del tutto eccezionale, in cui la revisione non si ispira al principio del favor rei, con il risultato che la sentenza di condanna impugnata può portare a una condanna più grave. Si tratta dell'art. 16 septies del decreto legge 8/1991 convertito in legge sempre nello stesso anno (l. 82/1991). Questo prevede che il procuratore generale presso la corte d'appello nel cui distretto la sentenza è stata pronunciata ha l'obbligo di richiedere la revisione della sentenza quando le circostanze attenuanti che il codice penale o le disposizioni speciali prevedono in materia di collaborazione relativa ai delitti di cui all'art. 9 comma 2 (ossia ai delitti commessi per finalità di terrorismo o di eversione dell'ordine costituzionale o ricompresi tra quelli di cui all'art. 51, comma 3 bis c.p.p.) sono state applicate per effetto di dichiarazioni false o reticenti, ovvero quando chi ha beneficiato delle circostanze attenuanti predette commette, entro 10 anni dal passaggio in giudicato della sentenza, un delitto per il quale l'arresto in flagranza è obbligatorio.

#### Lamedesimezzadel fatto
Nel codice di procedura penale italiano, all'art. 6491 viene stabilito che nessuno può essere processato più volte «per il medesimo fatto». La definizione ha creato notevoli dubbi su cosa dovesse intendersi per "fatto". La dottrina migliore ritiene che l'articolo, mutuando orientamenti passati del codice francese di Merlin, nonché le evoluzioni italiane, si riferisca alla mera condotta che ha causato l'evento, senza riguardo alla sua intensità o alla sua imputazione nel processo precedente.
Se questa impostazione è abbastanza semplice in ipotesi di reato poco complesse, il problema si pone con reati che hanno vari aspetti in comune. L'esempio di scuola può farsi con le fattispecie di percosse, lesioni e omicidio. In questo caso il soggetto non può essere perseguito con un nuovo processo cambiando semplicemente il titolo d'imputazione, perché la condotta e il fatto sono identici: l'eventuale interazione in negativo del soggetto col corpo dell'offeso.
Nel caso di reato complesso la situazione è differente: il reato complesso è un reato composto da due o più figure autonome di reato (la rapina è insieme furto con violenza privata, per esempio) e, qualora sia stato perseguito per uno solo dei reati autonomi, è perseguibile per gli altri; ma se è stato perseguito e giudicato per il reato complesso nel suo aspetto intero, ovviamente non può poi essere riproposto un processo su uno dei reati autonomi. Questo perché nel primo caso i fatti sono due che compongono un singolo reato, mentre nel secondo caso entrambi i fatti sono presi in considerazione e giudicati unicamente. Questo meccanismo funziona soltanto se entrambe le componenti sono isolatamente punibili come reati, altrimenti restano ingiudicabili separatamente (l'esempio della violenza carnale, dove la violenza privata è reato ma l'atto sessuale preso in considerazione da solo non è punito dalla legge).
Il reato permanente è giudicato soltanto alla res deducta: basta infatti un segmento della condotta per imputare il soggetto di un determinato reato, quindi gli altri segmenti non possono essere giudicati nuovamente purché rispondano al medesimo fatto. Se quindi un soggetto compie il reato a che comporta b e nuovamente a, non si può giudicarlo nuovamente, se compie il reato a che comporta b, viene giudicato e successivamente nasce c, la questione è diversa.
Una questione interessante si pone a proposito delle cosiddette fattispecie alternative, ovvero quando da una sola condotta una norma penale prefigura vari reati: è il caso, di scuola, dell'art. 616 c.p. (violazione della corrispondenza). Se l'imputato viene assolto, è perseguibile per una situazione diversa, se viene condannato no, perché comunque il reato l'ha commesso e la pena è identica per ogni fattispecie di condotta.

#### L'irrevocabilità del provvedimento decisorio
Soffermandosi sul versante interno (principio del cosiddetto “ne bis idem verticale”), si è assistito in tempi recenti a una progressiva estensione del principio del ne bis in idem anche a provvedimenti decisori diversi da quelli indicati nell'art. 649 c.p.p.
L'applicazione del divieto del bis in idem è stata a lungo rigorosamente subordinata all'esistenza di decisioni giurisdizionali connotate dal requisito dell'irrevocabilità. Anche recentemente è stato ribadito che l'esistenza di una sentenza irrevocabile costituisce condizione tassativa e inderogabile per l'applicazione dell'art. 649.
La compattezza di tale indirizzo ha subito una prima incrinatura quando è stato ritenuto che, se è vero che il testo dell'art. 649 c.p.p. collega il divieto di un secondo giudizio alla pronuncia di una sentenza o di un decreto penale divenuti irrevocabili, ciò non significa, tuttavia, che fino a quando non sia stata pronunciata una sentenza irrevocabile possano legittimamente svolgersi nei confronti della stessa persona e per lo stesso fatto più procedimenti penali, giacché l'art. 649, al pari delle norme sui conflitti positivi di competenza e dell'art. 669, esprime "un costante orientamento di sistema, dettato ad evitare duplicità di decisioni" e un "generale principio di ne bis in idem che tende innanzi tutto ad evitare che per lo stesso fatto reato si svolgano più procedimenti e si emettano più provvedimenti, l'uno indipendente dall'altro".
La decisione appena ricordata ha dato l'avvio a un consistente filone interpretativo uniformemente rivolto ad attribuire all'art. 649 una dimensione applicativa più ampia di quella che traspare dalla enunciazione letterale, essendo la disposizione strettamente correlata al principio generale dell'ordinamento processuale che vieta la duplicazione del processo contro la stessa persona per il medesimo fatto.
La stessa giurisprudenza costituzionale ha indicato una possibilità di ritenere sussistente una “accezione più piena del principio del ne bis in idem”, rilevando come l'operatività del principio di cui all'art. 529 c.p.p. possa essere estesa fino a “comprendere tutte le ipotesi in cui per quel medesimo fatto l'azione penale non avrebbe potuto essere coltivata in un separato procedimento perché già iniziata in un altro” .
La Corte costituzionale nelle pronunce 318/2001 e 39/2002 individua cioè un sincretismo tra il divieto di sottoposizione a nuovo giudizio sancito dall'articolo 649 c.p.p. e la formula di improcedibilità dell'articolo 529 c.p.p., laddove questa sanziona un'interdizione all'esercizio dell'azione penale ("l'azione penale non poteva essere iniziata o proseguita") a causa dell'avvenuta consumazione del potere punitivo nell'ambito di un precedente giudizio inerente al medesimo fatto-reato: e ciò perché “(…) la regola della declaratoria dell'effetto preclusivo, sub specie di sentenza di improcedibilità dell'azione penale, è da ritenere espressa in termini generali (…), dovendosi pertanto reputare ininfluente che il nuovo codice, a differenza di quanto comunemente si affermava con riferimento a quello abrogato (art. 90 cod. proc. pen. del 1930), non consideri specificamente tale situazione nell'ambito dell'istituto del ne bis in idem (v. artt. 649, comma 1, e 648, comma 1, cod. proc. pen.)”.
Tale filone interpretativo teso a elevare il principio di ne bis in idem a regola immanente nel sistema è stato recepito con l'innovativa sentenza delle SS.UU. penali che si sono espresse favorevolmente circa l'ammissibilità della pronuncia di non doversi procedere per impromovibilità dell'azione penale nelle ipotesi di litispendenza: si ritenne ammissibile la pronuncia di una sentenza di non doversi procedere per impromovibilità dell'azione penale non attraverso la diretta applicazione della disposizione di cui all'art. 649 c.p.p., ma appunto in virtù di un principio più ampio – di cui tale norma è espressione – il quale, anche in assenza di un provvedimento irrevocabile, “rende la duplicazione dello stesso processo incompatibile con le strutture fondanti dell'ordinamento processuale e ne permette la rimozione con l'impiego dei rimedi enucleabili dal sistema”.
Si noti che secondo un filone giurisprudenziale ormai consolidato, e ricordato nella citata sentenza a Sezioni Unite della Cassazione penale n. 34655/05, la preclusione del "ne bis in idem" giustifica la dichiarazione di impromovibilità dell'azione penale anche in presenza di provvedimenti decisori diversi da quelli indicati nell'art. 649 c.p.p.
Così rispetto al decreto di archiviazione seguito da riapertura delle indagini da parte dello stesso pubblico ministero senza l'autorizzazione del giudice prescritta dall'art. 414 c.p.p. ; ancora, la pronuncia di non luogo a procedere emessa ex art. 425 c.p.p. pur se non ricompressa fra quelle dell'art. 649 si ritiene impedisca ugualmente l'esercizio dell'azione penale per il medesimo fatto contro la medesima persona ove in concreto manchino le condizioni per la sua revocabilità. Se poi la sentenza è stata emessa per estinzione del reato, l'effetto preclusivo è irreversibile e del tutto assimilabile a quello di cui all'art. 640 c.p.p., poiché non è possibile configurare neppure in via ipotetica la sopravvenienza di presupposti per un nuovo esercizio dell'azione penale. Diversamente la sentenza di non doversi procedere pronunciata per mancanza della querela non impedisce l'esercizio di un secondo giudizio, qualora sia successivamente (ma tempestivamente) proposta rituale querela.
Esiste quindi nel nostro ordinamento processuale un principio garantistico generale volto a tutelare l'individuo dai rischi connessi alla possibilità di una duplicazione a suo carico di processi penali per il medesimo fatto, come riconosciuto anche dalla sentenza 34655/05 SS.UU. citata: tale principio troverebbe vari riconoscimenti positivi, diversificati a seconda della “intensità dell'effetto preclusivo”, adducendo diversi esempi di manifestazione del principio suddetto al di fuori dalla nozione di giudicato, come: 
- la sentenza di non doversi procedere in assenza di condizione di procedibilità fino alla sopravvenienza della medesima (a prescindere dalla impugnabilità di detta sentenza!),
- la sentenza di non luogo a procedere non revocata,
- il decreto o ordinanza di archiviazione in difetto autorizzazione alla riapertura delle indagini,
- il cd. ne bis in idem cautelare a seguito di ordinanze cautelari terminative dei giudizi impugnatori,
- le ordinanze della magistratura di sorveglianza / giudice dell'esecuzione

Se dunque è innegabile come il disposto di cui all'art. 649 c.p.p. codifichi una particolare forma del principio, il cosiddetto ne bis in idem da giudicato, che esprime il massimo effetto preclusivo, «ciò non esclude che possa esistere un ne bis in idem derivante da procedimenti diversi dalle sentenze irrevocabili».
Il ne bis in idem è derogato da due norme processuali penali: l'art. 692, il quale stabilisce che morto il reo si estingue il processo, ma se la dichiarazione di morte risulti poi erronea o falsa, può instaurarsi un secondo processo; l'art. 345, che riguarda i processi posti a condizione di un evento.

#### Incidenti esecutivi
I casi di bis in idem sono rilevabili durante il processo, nel qual caso il giudice estingue immediatamente il processo. Qualora questo erroneamente non avvenga, si hanno de facto dei plura in idem, risolti in sede esecutiva con procedimento camerale su richiesta della persona pluri-giudicata, del suo difensore o del pubblico ministero.
I casi previsti sono quattro, elencati dall'art. 669 c.p.p.:
1. Condanne sul medesimo fatto a carico della stessa persona: il pluri-condannato decide quale condanna preferisce da scontare, facendo decadere gli altri titoli concorrenti. In mancanza decide il giudice secondo criteri legali, solitamente la pena minore (pena pecuniaria anziché detentiva, ecc.). Se risulta impossibile decidere secondo tali criteri, va eseguita la prima sentenza
2. Soggetto ripetutamente prosciolto: come sopra. Se non decide l'imputato, viene applicata la clausola più favorevole
3. Esistono sentenze di condanna e di proscioglimento: vale il proscioglimento, purché non sia dipeso dall'estinzione del reato successivamente alla condanna irrevocabile.
4. Non luogo a procedere e proscioglimento: il non luogo a procedere cade sia dinanzi a una condanna sia a un proscioglimento, questo perché il non luogo a procedere non è dichiarato in fase processuale ma procedimentale ed è revocabile in ogni momento.

Individuate come sopra, le sentenze da revocare sono materia dell'incidente esecutivo, radicato appunto nell'esecuzione. Vi provvede il giudice con un'ordinanza rescindente, figura eccezionale e atipica dato che solitamente le ordinanze hanno carattere preventivo o provvisorio rispetto alle sentenze.

### Nel diritto dell'Unione europea
Appare corretto ritenere che la operatività del divieto di doppio giudizio abbia un carattere che vada di là dal singolo ordinamento nazionale. La dimensione concreta del fenomeno potrà apprezzarsi nelle ipotesi in cui un soggetto sia già stato giudicato per un illecito penale in uno Stato sovrano e, successivamente, venga tratto a giudizio per il medesimo fatto dalla giurisdizione penale appartenente ad altro Stato. In tali ipotesi, appare corretto ritenere che sia possibile eccepire il giudicato precedentemente maturato per impedire la nascita di un nuovo giudizio per il medesimo fatto nei confronti dello stesso soggetto.
In ambito europeo il principio - consacrato nell'art. 50 della Carta di Nizza del 7 dicembre 2000 e degli art. 3/1 n. 2 e art. 4/1 n. 3 seconda parte della Decisione quadro 2002/584/GAI del Consiglio del 13 giugno 2002 sul mandato d'arresto europeo - appariva pacifico già sulla scorta della legislazione comunitaria, laddove vige la Convenzione di applicazione dell'Accordo di Schengen del 14 giugno 1985. L'art. 54 della "CAAS" (la Convenzione di applicazione dell'Accordo di Schengen 14 giugno 1985, tra i governi degli Stati dell'Unione economica Benelux, della Repubblica federale di Germania e della Repubblica francese relativo all'eliminazione graduale dei controlli alle frontiere comuni, firmata a Schengen il 19 giugno 1990), infatti, sancisce che «una persona che sia stata giudicata con sentenza definitiva in una parte contraente non può essere sottoposta a un procedimento penale per i medesimi fatti in un'altra parte contraente a condizione che, in caso di condanna, la pena sia stata eseguita o sia effettivamente in corso di esecuzione attualmente o, secondo la legge della parte contraente di condanna, non possa più essere eseguita».
Da ciò derivandosi l'esistenza di un ne bis in idem comunitario, valevole quantomeno per i paesi aderenti alla Convenzione di applicazione dell'Accordo di Schengen. Peraltro, è stato rilevato come nell'Unione la sussistenza del ne bis in idem sovranazionale vada accertata dal giudice dello stato procedente o rimessa alla valutazione della Corte di Giustizia ex art. 35 TUE.
La Corte di giustizia dell'Unione europea è infatti intervenuta più volte in materia:
- nella sentenza 11 febbraio 2003, C-187/01 e C 385/01, Gözütok e Brugge, ha affermato che il principio del ne bis in idem, sancito dall'art. 54 citato, «si applica anche nell'ambito di procedure di estinzione dell'azione penale, quali quelle di cui trattasi nelle cause principali, in forza delle quali il pubblico ministero di uno Stato membro chiude, senza l'intervento di un giudice, un procedimento penale promosso in questo Stato dopo che l'imputato ha soddisfatto certi obblighi e, in particolare, ha versato una determinata somma di denaro, stabilita dal pubblico ministero»[10];
- per converso, la decisione della CGCE 11 marzo 2005 nel procedimento C-469/03, Filomeno Mario Miraglia, ha asserito che il principio ne bis in idem, sancito dall'art. 54 citato, «non si applica a una decisione delle autorità giudiziarie di uno Stato membro che dichiara chiusa una causa dopo che il Pubblico Ministero ha deciso di non proseguire l'azione penale per il solo motivo che è stato avviato un procedimento penale in un altro Stato membro a carico dello stesso imputato e per gli stessi fatti, senza alcuna valutazione nel merito»;
- la sentenza 28 settembre 2006 Causa C-467/04, Francesco Gasparini, secondo cui il principio ne bis in idem, sancito all'art. 54 citato, «si applica a una decisione di un giudice di uno Stato contraente, pronunciata in seguito all'esercizio di un'azione penale, con cui un imputato viene definitivamente assolto in ragione della prescrizione del reato che ha dato luogo al procedimento penale»;
- la sentenza CGCE 28 settembre 2006 C-150/05, Jean Leon Van Straaten, secondo cui: «il principio del ne bis in idem, sancito all'art. 54 della detta convenzione, trova applicazione a una decisione dell'autorità giudiziaria di uno Stato contraente con cui un imputato è definitivamente assolto per insufficienza di prove».  E ciò sul presupposto di fondo secondo cui: «senza  che sia necessario pronunciarsi sul problema se un'assoluzione non fondata su una valutazione del merito possa rientrare nell'ambito di applicazione di tale articolo, si deve constatare che un'assoluzione per insufficienza di prove si fonda su una siffatta valutazione»;
- la sentenza della CGCE 11 dicembre 2008 Causa C-297/07 Klaus Bourquain: in essa si è giunti ad affermare che il principio "ne bis in idem", sancito dall'art. 54 citato, si applica a un procedimento penale avviato in uno Stato contraente per reprimere fatti per i quali l'imputato è già stato definitivamente giudicato in un altro Stato contraente, anche qualora, ai sensi del diritto dello Stato in cui esso è stato condannato, la pena inflittagli non abbia mai potuto essere direttamente eseguita a causa di peculiarità procedurali come quelle considerate nel procedimento principale[11];
- la sentenza CGCE 22 dicembre 2008 Causa C-491/07 Vladimir Turansky. In tale occasione si è affermato che il principio ne bis in idem, sancito dall'art. 54 citato «non si applica a una decisione mediante la quale un'autorità di uno Stato contraente, al termine di un esame nel merito della causa sottopostale, dispone, in una fase precedente all'incriminazione di una persona sospettata di aver commesso un reato, la sospensione del procedimento penale, qualora detta decisione di sospensione, secondo il diritto nazionale di tale Stato, non estingua definitivamente l'azione penale e non costituisca quindi un ostacolo a nuovi procedimenti penali, per gli stessi fatti, in detto Stato»[12].

### Nel diritto internazionale
Per quanto riguarda altre fonti del diritto internazionale, si rileva la presenza del principio nei seguenti trattati: VI Convenzione tra gli Stati partecipanti al trattato NATO firmata a Londra il 19 giugno 1951; artt. 53, 54 e 55 Convenzione europea sulla validità internazionale dei giudizi repressivi dell'Aja dd. 28 maggio 1970; il VII Protocollo applicativo della Convenzione per la salvaguardia dei diritti dell'uomo e delle libertà fondamentali concluso a Strasburgo il 22 novembre 1984; Risoluzione del Consiglio d'Europa sull'applicazione del ne bis in idem in materia penale del 16 marzo 1984; Convenzione europea sul ne bis in idem firmata a Bruxelles il 25 maggio 1987.
Nello Statuto di Roma istitutivo della Corte penale internazionale (CPI) il principio ne bis in idem ha un'accezione ancora differente. Chiarito che la giurisdizione della CPI è complementare a quella nazionale, viene chiaramente specificato nell'articolo 20 che, seppur sussista il principio su un piano generale, esso non può essere preso in considerazione nel caso in cui si verifichi una delle due condizioni di esistenza della giurisdizionalità sovranazionale della Corte, volontà e capacità.

Nello Statuto dell'ICTY, articolo 10, e nello Statuto dell'ICTR, articolo 9, il principio non bis in idem si applica in primo luogo alle decisioni del Tribunale ad hoc, tale che le corti nazionali non possono giudicare i responsabili dei crimini previsti dallo statuto se i tribunali internazionali ha già pronunciato sentenza al riguardo; ICTY e ICTR possono giudicare presunti responsabili di gravi crimini per i quali un processo è già stato celebrato nelle corti nazionali se 
- la sentenza ha definito i crimini come 'ordinari'
- il sistema giuridico nazionale dello stato in questione non è considerato imparziale o indipendente e pertanto il processo nelle corti nazionali viene considerato un pretesto per proteggere dall'azione della giustizia internazionale i presunti responsabili dei presunti crimini previsti dagli statuti oppure se si considera il processo celebrato in modo non diligente e quindi non in base ai criteri fondamentali del diritto.

## Diritto tributario
Anche nel diritto tributario italiano opera tale importante principio, in particolar modo nell'ambito della potestà amministrativa affidata all'Amministrazione Finanziaria per l'attuazione del prelievo fiscale; l'art. 163 del T.U.I.R. e anche l'art. 67 del D.P.R. n. 600/73 pongono il divieto per l'amministrazione finanziaria di accertare due volte la stessa imposta, sullo stesso presupposto, a carico dello stesso soggetto ma anche di soggetti diversi (quest'ultimo è il caso in cui lo stesso reddito viene prima tassato come reddito di x e poi come reddito di y).

## Diritto parlamentare
Il contrasto tra deliberazioni della medesima assemblea elettiva sul medesimo oggetto si previene con l'operatività di preclusioni che nascono dal medesimo principio di ne bis in idem.
Da esso discendono, nei regolamenti parlamentari italiani:
- per i disegni di legge respinti, i divieti di ripresentazione del medesimo testo, prima di sei mesi dalla reiezione[15];
- per gli emendamenti, i poteri presidenziali di dichiararne l'inammissibilità se sono in contrasto con emendamenti già approvati.

Si tratta di principi che, in realtà solo nominalmente democratiche, sono stati vissuti come disponibili: per esempio il 29 maggio 1989 Gorbačëv, dopo il voto del Congresso dei Deputati del popolo che respinse la candidatura di Boris El'cin al Soviet Supremo, fece ripetere la medesima votazione ottenendone il risultato opposto.
Per converso, le Presidenze delle assemblee elettive di Paesi con consolidata tradizione democratica applicano il principio anche valutando in modo sostanziale la novità del testo rispetto alla precedente deliberazione: è stato il caso della decisione dello Speaker della Camera dei comuni britannica del 21 ottobre 2019, che ha impedito il voto sulla mozione del governo volta a frustrare il voto sulla Brexit di due giorni prima.